# Museo Preus
El Museo Preus (en noruego: Preus museum),  es un museo nacional noruego de fotografía situado en la antigua base naval de Karljohansvern en Horten. 
En un principio era un museo privado perteneciente a la familia Preus pero en 1995 lo compró el gobierno noruego. En 2001 su contenido fue trasladado a un edificio construido sobre 1860 en la base naval de Karljohansvern y que fue acondicionado por el arquitecto Sverre Fehn.
Su exposición permanente trata de mostrar un recorrido por toda la historia de la fotografía desde los primeros avances técnicos y científicos al arte contemporáneo realizado mediante la fotografía.
En 2005 cambió su nombre de Museo Nacional de Fotografía - Fotomuseo Preus (Norsk museum for fotografi - Preus fotomuseum) por el actual. Asimismo se realizó un cambio en la imagen institucional creando una página web, una nueva imagen gráfica y una renovada exposición permanente.